# Skjolden
Skjolden è un villaggio nella municipalità di Luster, in Norvegia. È ubicato all'estremità del Lustrafjord, una diramazione del più lungo fiordo norvegese, il Sognefjord (la lunghezza di quest'ultimo, di oltre 200 km, è misurata da Skjolden all'isola di Ytre Sula, dove il fiordo incontra l'Oceano Atlantico). Presso Skjolden, poco a ovest delle montagne Hurrungane, si incontrano le valli di Mørkridsdal e di Fortunsdal.
La notorietà del villaggio è dovuta in parte al fatto che il filosofo Ludwig Wittgenstein vi abitò tra l'ottobre 1913 e il giugno 1914, trascorrendovi un periodo tra i più produttivi della sua carriera. Vi fece ritorno anche durante l'inverno del '36-'37, lasciando un diario in codice della sua esperienza ascetica.

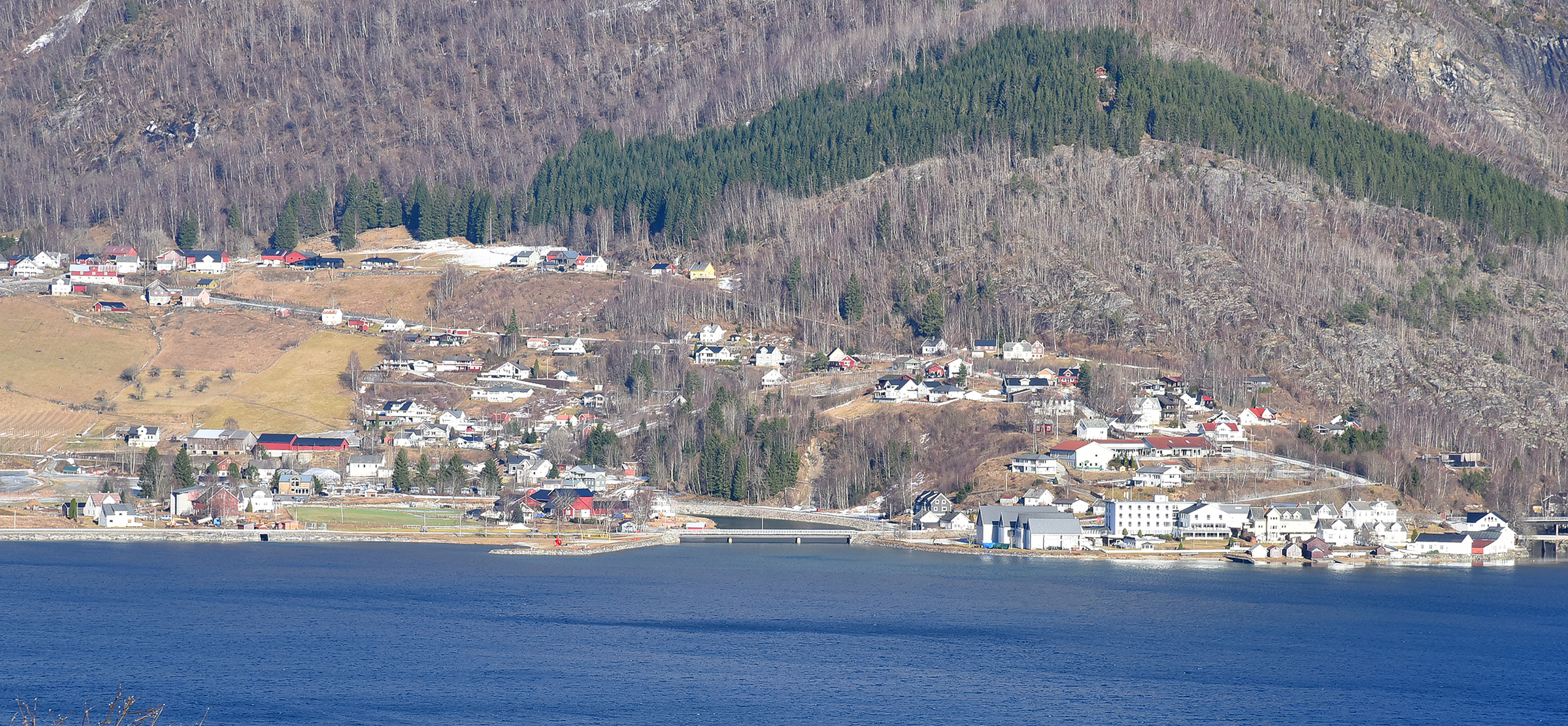
Skjolden, Marzo 2024. Foto Vadim Chuprina

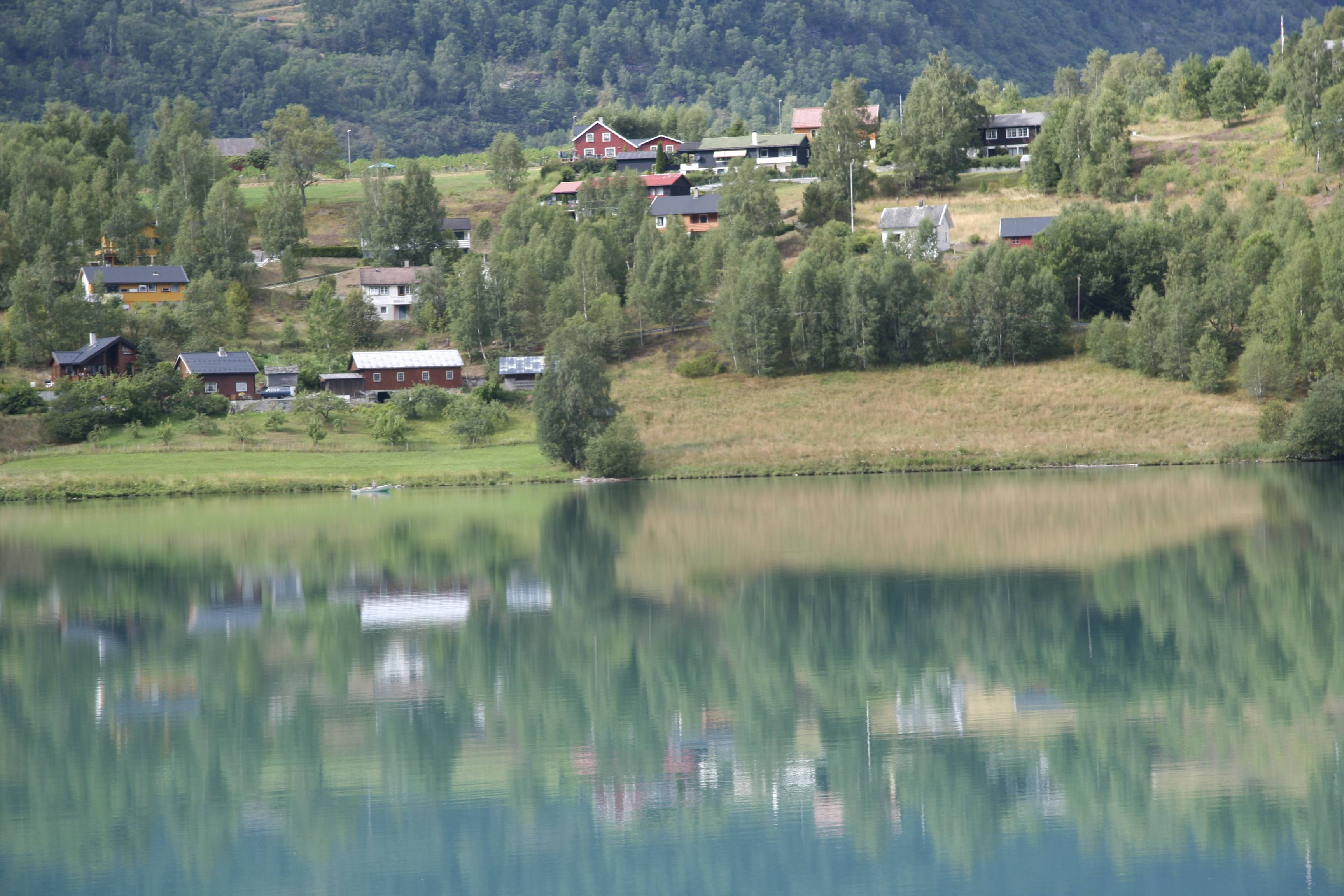
Un panorama di Skjolden nel 2005